# 庄川水記念公園
庄川水記念公園（しょうがわみずきねんこうえん）は、富山県砺波市の庄川沿いにある公園である。地元では水公園(みずこうえん)と呼ばれている。庄川町（当時）が打ち出した『全町水公園化構想』のシンボルゾーンとして建設された。
2007年（平成19年）より庄川峡観光協同組合が指定管理者となっている。
伝統的工芸品や特産品の展示、販売などの観光の拠点施設として、庄川特産館、庄川ウッドプラザ、庄川ふれあいプラザが公園内に設置されている。 
公園の周囲にはコシノヒガンが植樹されていて、富山さくらの名所70選にも選定されており、春には「庄川峡桜祭り」「庄川木工まつり」夏には「庄川水まつり」秋には「庄川ゆずまつり」が開催されている。
毎年1月7日には公園内遊歩道にて厄年を迎える金屋神明宮の氏子が「厄払い鯉の放流」を行うことから、園内の「鯉恋の宮」は鯉に願をかけて恋をかなえるパワースポットになっている。

## イベント
- チューリップの花びら足湯（4月 - 11月の第1・4日曜日）
- ウッドバザール（4月 - 11月の第2日曜日）
- KOI恋ウッドマルシェ（4月 - 11月の第2日曜日）
- ライブウッド（4月 - 11月の第3日曜日）
- 庄川峡桜まつり（4月）
- 庄川木工まつり（5月）
- 庄川観光祭 オープニングセレモニー（6月）
- 庄川水まつり（8月）
- 恋プロナイト（9月）
- BIG庄川なんでも市（10月）
- 庄川ゆずまつり（11月）
- 厄払い鯉の放流

## 園内施設
- 大噴水：高さ36mも噴き上がる大噴水[13]
- 庄川ウッドプラザ：特産品・土産品販売、喫茶コーナー
- 特産館：庄川挽物木地等の展示・販売
- ふれあいプラザ：会議室、展示スペース
- 鯉恋の宮
- 足湯
- 松村外次郎記念庄川美術館
- 庄川水資料館（アクアなないろ館）

## 歴史
- 1980年（昭和55年）2月 - 計画が検討され始める[14]。
- 1981年（昭和56年）3月 - 基本構想がまとまる[14]。
- 1986年（昭和61年）6月1日 - 第1次オープン[15]
- 1989年（平成元年）11月1日 - 松村外次郎記念庄川美術館が開館[16]。これを以て公園施設が全て完成する[15]。
- 1990年（平成2年）7月27日 - 竣工式を行う[15]。竣工式には綿貫民輔建設大臣（当時）も出席した。同日には浅野総一郎翁顕彰像（辻志郎の制作）の除幕式も行われた[17]。
- 2001年（平成13年） - 「ふれあいプラザ」完工
- 2007年（平成19年） - 庄川峡観光協同組合が指定管理者となる。庄川ウッドプラザリニューアルオープン。
- 2008年（平成20年） - 「恋プロジェクト（恋プロ）」 開始
- 2009年（平成21年） - 「ウッドバザール」「ライブウッド」 開始
- 2011年（平成23年） - 「庄川峡桜まつり」 開始
- 2024年（令和6年）7月11日 - 庄川水記念公園再整備検討委員会が同公園を5ゾーン（体験交流、親水・水辺、花と緑、文化・歴史交流、遊び）に分けて整備する砺波市の案を了承。駐車スペースを拡大するため、大噴水を撤去する他、近くの舟戸公園も含めて一体的に整備する方針である[18]。

## 周辺
- 庄川温泉郷
- 道の駅庄川
- ゆずの郷やまぶき[19]
- 庄川清流パーク[20]